# Paul Rosner
Paul Rosner, né le 11 décembre 1972 à Johannesburg, est un ancien joueur de tennis professionnel sud-africain.
Il a remporté un tournoi ATP en double à Bologne en 1998 et 11 tournois Challenger entre 1996 et 2002.

## Palmarès

### Titre en double messieurs
| No | Date       | Nom et lieu du tournoi                   | Catégorie   | Dotation  | Surface      | Partenaire    | Finalistes                        | Score    |  |
| -- | ---------- | ---------------------------------------- | ----------- | --------- | ------------ | ------------- | --------------------------------- | -------- |  |
| 1  | 08-06-1998 | Internazionali di Tennis Carisbo Bologne | Int' Series | 315 000 $ | Terre (ext.) | Brandon Coupe | Giorgio Galimberti Massimo Valeri | 7-6, 6-3 |  |

## Parcours dans les tournois duGrand Chelem

### En simple
N'a jamais participé à un tableau final.

### En double
| Année | Open d'Australie              | Open d'Australie       | Internationaux de France   | Internationaux de France   | Wimbledon                   | Wimbledon               | US Open                    | US Open              |
| ----- | ----------------------------- | ---------------------- | -------------------------- | -------------------------- | --------------------------- | ----------------------- | -------------------------- | -------------------- |
| 1998  | 1er tour (1/32) B. Coupe      | N. Godwin C. Haggard   | 1er tour (1/32) C. Haggard | T. Woodbridge M. Woodforde | 1/8 de finale C. Haggard    | E. Ferreira R. Leach    | 1er tour (1/32) A. Kitinov | C. Haggard J. Waite  |
| 1999  | 1er tour (1/32) M. Barnard    | A. Kitinov M. Kohlmann | 1er tour (1/32) A. Martín  | W. Black S. Stolle         | 2e tour (1/16) D. Dilucia   | D. Adams J.-L. de Jager | —                          | —                    |
| 2000  | —                             | —                      | —                          | —                          | —                           | —                       | —                          | —                    |
| 2001  | 1er tour (1/32) J. Weir Smith | M. Hill J. Tarango     | —                          | —                          | 1er tour (1/32) T. Crichton | H. Levy D. Orsanic      | —                          | —                    |
| 2002  | 1er tour (1/32) J. Waite      | J. Novák D. Rikl       | 1er tour (1/32) G. Weiner  | G. Bastl A. Portas         | 1er tour (1/32) G. Weiner   | J. Novák R. Štěpánek    | 1er tour (1/32) G. Weiner  | W. Ferreira R. Leach |

N.B. : le nom du ou de la partenaire se trouve sous le résultat ; le nom des ultimes adversaires se trouve à droite.